# Szava
Szava ist eine ungarische Gemeinde im Kreis Siklós im Komitat Baranya.

## Geografische Lage
Szava liegt 11 Kilometer nordwestlich der Kreisstadt Siklós an dem Fluss Bosta-patak. Nachbargemeinden sind Garé, Csarnóta, Diósviszló und Ócsárd.

## Geschichte
Szava wurde 1290 erstmals unter dem Namen Zawa urkundlich erwähnt.

## Sehenswürdigkeiten

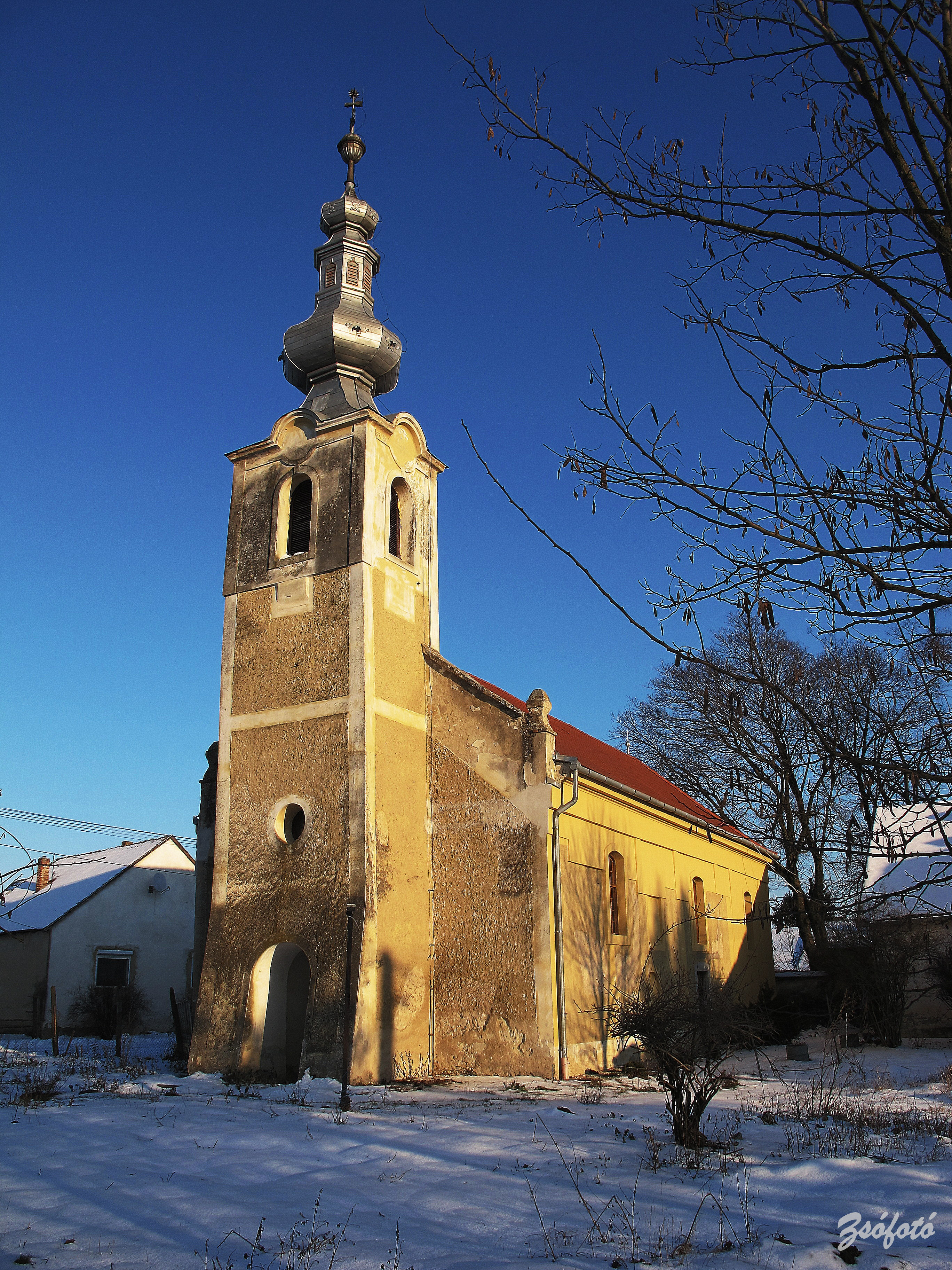
Reformierte Kirche

- Reformierte Kirche

## Verkehr
Durch Szava verläuft die Landstraße Nr. 5813. Es bestehen Busverbindungen über Harkány nach Siklós sowie über Ócsárd, Görcsöny und Pellérd nach Pécs. Der nächstgelegene Bahnhof befindet sich 17 Kilometer nördlich in Mecsekalja-Cserkút.